# Plano gerador de benefício livre
Plano gerador de benefício livre (PGBL) é uma das modalidades de plano previdenciário privado (previdência privada) adotada no Brasil.
Uma outra modalidade de plano previdenciado privado é o VGBL.

## Características
Tanto o PGBL quanto o VGBL tem por finalidade a acumulação de recursos no longo prazo com vistas a complementação da renda na aposentadoria. Para tal, gozam de incentivos fiscais com relação às demais aplicações financeiras no período de aplicação. A principal característica do PGBL é a possibilidade de dedução das contribuições no calculo do imposto de renda, até um limite de 12% da renda total tributável. Quando dos resgates, a tributação  do Plano incidirá sobre o principal e os rendimentos.  Pode ser regressiva - atingindo 10% no final de 10 anos - ou progressiva, que dependendo da faixa tributária do contribuinte participante, pode chegar ao máximo de 27,5%.
|  |  |

Ambos os planos estão sujeitos à taxa de Administração e de Carregamento. O CDB, apesar de não estar sujeito a taxa de administração e de carregamento, tem sua rentabilidade, via de regra, atrelada a um percentual do CDI. A questão então é saber se um PGBL/VGBL a x% de taxa de administração e y% de carregamento será mais/menos vantajoso no longo prazo que um CDB aplicado a z% do CDI. Nesse calculo, há de se considerar o ganho obtido com ao postergar o pagamento do imposto de renda e a alíquota de imposto menor – caso opte pela tabela regressiva – de 10% no PGBL contra 15% no CDB.
Atualmente existem duas formas de tributação dos planos de previdência: forma regressiva com o passar do tempo ou progressiva de acordo com o valor do saque. Se o objetivo for aplicar dinheiro no longo prazo, deve-se escolher a forma regressiva com o passar do tempo que, de acordo com as regras atuais de tributação, tem a alíquota mínima de 10%.